# جيف أوينز
جيف أوينز (بالإنجليزية: Jeff Owens)‏ هو لاعب كرة قدم أمريكية أمريكي، ولد في 14 أكتوبر 1986.

## وصلات خارجية
- جيف أوينز على موقع مرجع كرة القدم المحترفة.كوم (الإنجليزية)